# Henri-Désiré Landru
Henri-Désiré Landru (Parijs, 12 april 1869 – Versailles, 25 februari 1922) was een Franse seriemoordenaar, die omdat hij meerdere vrouwen om het leven bracht, vergeleken werd met Blauwbaard.

## Biografie
Henri-Désiré Landru was een kind uit een arm gezin, trouwde met zijn grote liefde en werd vader van vier kinderen. In 1900 was hij al tot twee jaar cel veroordeeld wegens fraude en oplichting van oudere weduwen. In 1914 was Landru actief als handelaar in tweedehandsmeubels. Hij begon met het plaatsen van contactadvertenties in Franse kranten, waarbij hij zichzelf voordeed als een rijke weduwnaar die verlangde naar een eenzame weduwe om met haar zijn laatste dagen te delen. Wel 283 vrouwen reageerden en Landru koos de rijksten uit. Met hen begon hij een korte relatie en hij lokte hen naar de huizen die hij gehuurd had, aanvankelijk een huis in Vernouillet, later een in Gambais. Daar bracht hij hen om het leven. Hun lichaam hakte hij waarschijnlijk in stukken en verbrandde hij (gedeeltelijk) in zijn oven.
In 1921 kwam de politie hem echter op het spoor toen ze op zoek was naar twee verdwenen jonge weduwen, in opdracht van de burgemeester van Gambais. De zus van een van de slachtoffers herkende Landru toen hij in Rouen uit een winkel kwam. Zij verwittigde de politie, die in de winkel een visitekaartje terugvond waarop Landru's adres genoteerd stond: het gehuurde villaatje in Gambais. Bij huiszoekingen in Gambais en Vernouillet werden uiteindelijk de kadavers van de drie honden van een van de slachtoffers (mevrouw Marchadier) gevonden, restanten van damesschoenen, dameskousen, delen van een korset, haarspelden, half verbrande knopen en 4.176 gram aan verkoolde restanten van beenderen. Van ruim een kilo van deze asresten kon met zekerheid worden vastgesteld dat het om menselijke overblijfselen ging.
Het is niet geheel zeker hoe Landru zijn slachtoffers om het leven bracht. Wel is het waarschijnlijk dat hij zijn slachtoffers heeft verbrand. Veelal wordt aangenomen dat hij hen in stukken sneed, de romp, armen en benen in het bos begroef of in het water gooide en hoofd, handen en voeten (de lichaamsdelen aan de hand waarvan iemand het makkelijkst geïdentificeerd kan worden) verbrandde.

## Rechtszaak

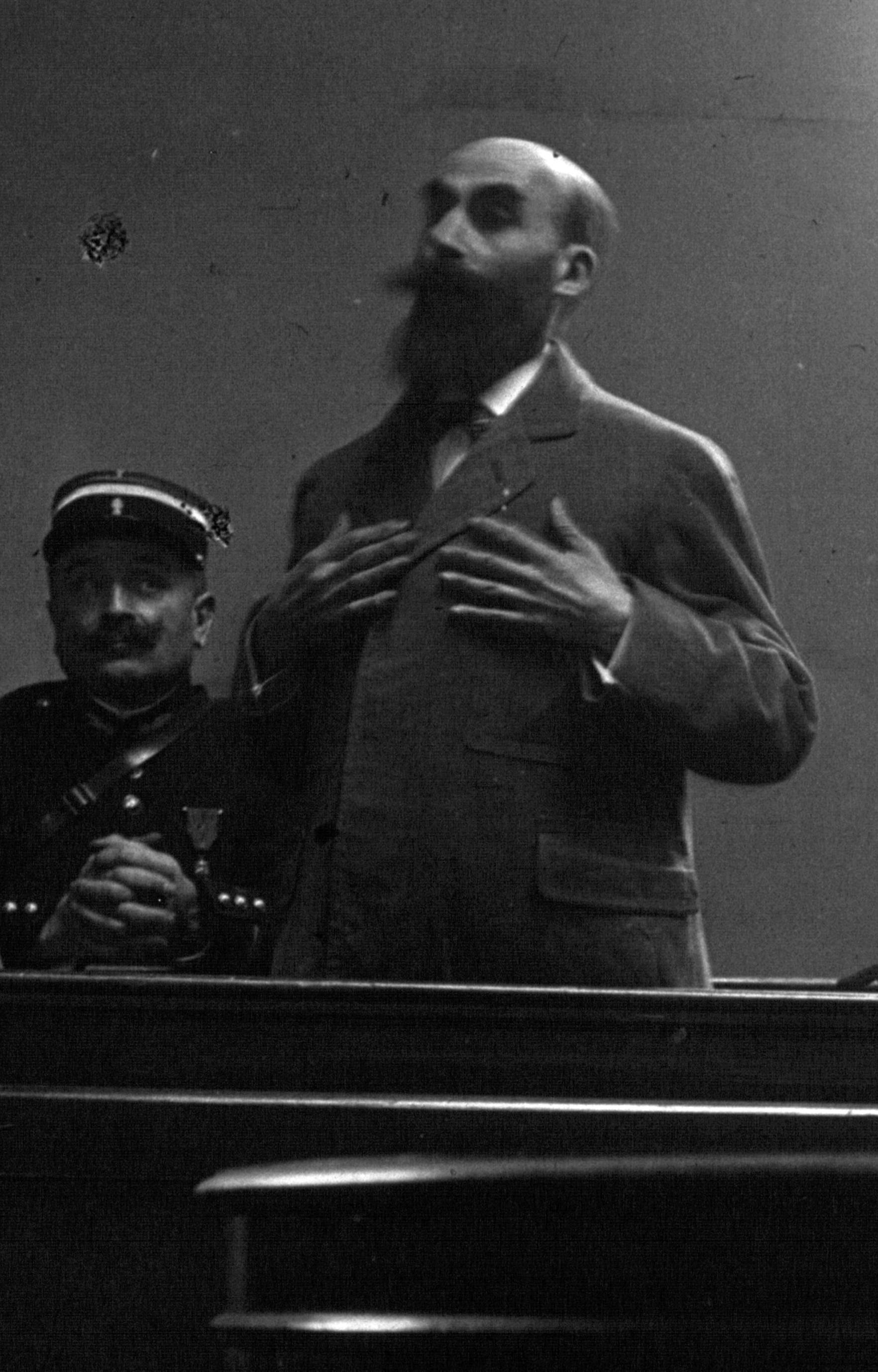
Landru in de rechtszaal

De rechtszaak tegen Landru begon op 7 november 1921 in Versailles. Hij stond terecht voor de moord op tien vrouwen en één jongeman. Alhoewel er weinig harde bewijzen waren dat Landru een seriemoordenaar was, waren er wel veel zaken die tegen hem pleitten: 
- Landru noteerde alles nauwkeurig in kleine schriftjes en deelde de vrouwen in op basis van hun financiële situatie.
- In diezelfde schriftjes hield hij zijn uitgaven bij. Opvallend daarbij was dat hij in enkele jaren tijd 27 zagen had gekocht en dat hij op zijn reizen naar Vernouillet en Gambais altijd twee treinkaartjes kocht: één retourtje (voor zichzelf) en één enkele reis (voor haar).
- De menselijke overblijfselen.

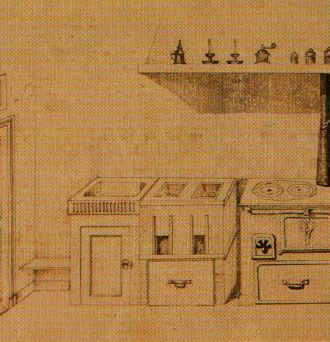
Landru's tekening van zijn keuken

Landru heeft altijd ontkend. Toon mij de lijken, zei hij telkens. Wel maakte hij tijdens zijn proces een tekening van zijn keuken, inclusief de oven waarin hij zijn slachtoffers verbrand zou hebben, met op de achterkant in potlood geschreven de woorden: "Ce n'est pas le mur derrière lequel il se passe quelque chose, mais bien la cuisinière dans laquelle on a brûlé quelque chose" (Het is niet de muur waarachter iets gebeurt, maar het fornuis waarin iets verbrand wordt). Sommigen hebben hierin een bekentenis gezien. De tekening, die hij had gegeven aan een van zijn advocaten, Auguste Navières du Treuil, werd pas in december 1967 openbaar.
Op 30 november 1921 werd Landru schuldig bevonden en tot de guillotine veroordeeld. Nadat de Franse president Alexandre Millerand op 24 februari 1922 een verzoek om gratie had verworpen, werd het vonnis op de ochtend van 25 februari 1922 bij de ingang van de gevangenis in Versailles voltrokken.

## Lijst van slachtoffers
Landru werd veroordeeld voor de moord op de volgende elf personen, op één na allen vrouw:
1. Mevr. Jeanne-Marie Cuchet (39 jaar, laatst gezien januari 1915, verdwenen in Vernouillet)
2. André Cuchet, zoon van mevr. Cuchet (17 jaar, laatst gezien januari 1915, verdwenen in Vernouillet)
3. Mevr. Thérèse Laborde-Line (geboren 12 augustus 1868, laatst gezien 26 juni 1915, verdwenen in Vernouillet)
4. Mevr. Marie-Angélique Guillin (geboren 15 april 1863, laatst gezien 2 augustus 1915, verdwenen in Vernouillet)
5. Mevr. Berthe-Anna Héon (55 jaar, laatst gezien 8 december 1915)
6. Mevr. Anne Collomb (44 jaar, laatst gezien 25 december 1915, verdwenen in Gambais)
7. Mej. Andrée-Anne Babelay (19 jaar, laatst gezien 12 april 1916, verdwenen in Gambais)
8. Mevr. Célestine Buisson (laatst gezien 19 augustus 1916, verdwenen in Gambais)
9. Mevr. Louise-Joséphine Jaume (38 jaar, laatst gezien 25 november 1917, verdwenen in Gambais)
10. Mej. Anne-Marie Pascal (33 jaar, laatst gezien 5 april 1918, verdwenen in Gambais)
11. Mevr. Marie-Thérèse Marchadier (geboren 7 oktober 1881, laatst gezien januari 1919, verdwenen in Gambais)